# Amphiascopsis thalestroides
Amphiascopsis thalestroides är en kräftdjursart som först beskrevs av Georg Ossian Sars 1911. Enligt Catalogue of Life ingår Amphiascopsis thalestroides i släktet Amphiascopsis och familjen Diosaccidae, men enligt Dyntaxa är tillhörigheten istället släktet Amphiascopsis och familjen Miraciidae. Arten har ej påträffats i Sverige. Inga underarter finns listade i Catalogue of Life.